# Serra de Sintra
Serra de Sintra (”Sintrabergen”) är en vulkanisk bergskedja i västra mellersta Portugal.
Den sträcker sig i östlig-västlig riktning över kommunerna Sintra och Cascais, i Lissabons distrikt, ända till Kap Roca (Cabo da Roca), där den stupar ner i havet. Den har en längd av 11 km och dess högsta punkt är Cruz Alta, 519 meter över havet.
Den är upptagen på Unescos världsarvslista ("Sintras historiska centrum och de omgivande Sintrabergen").

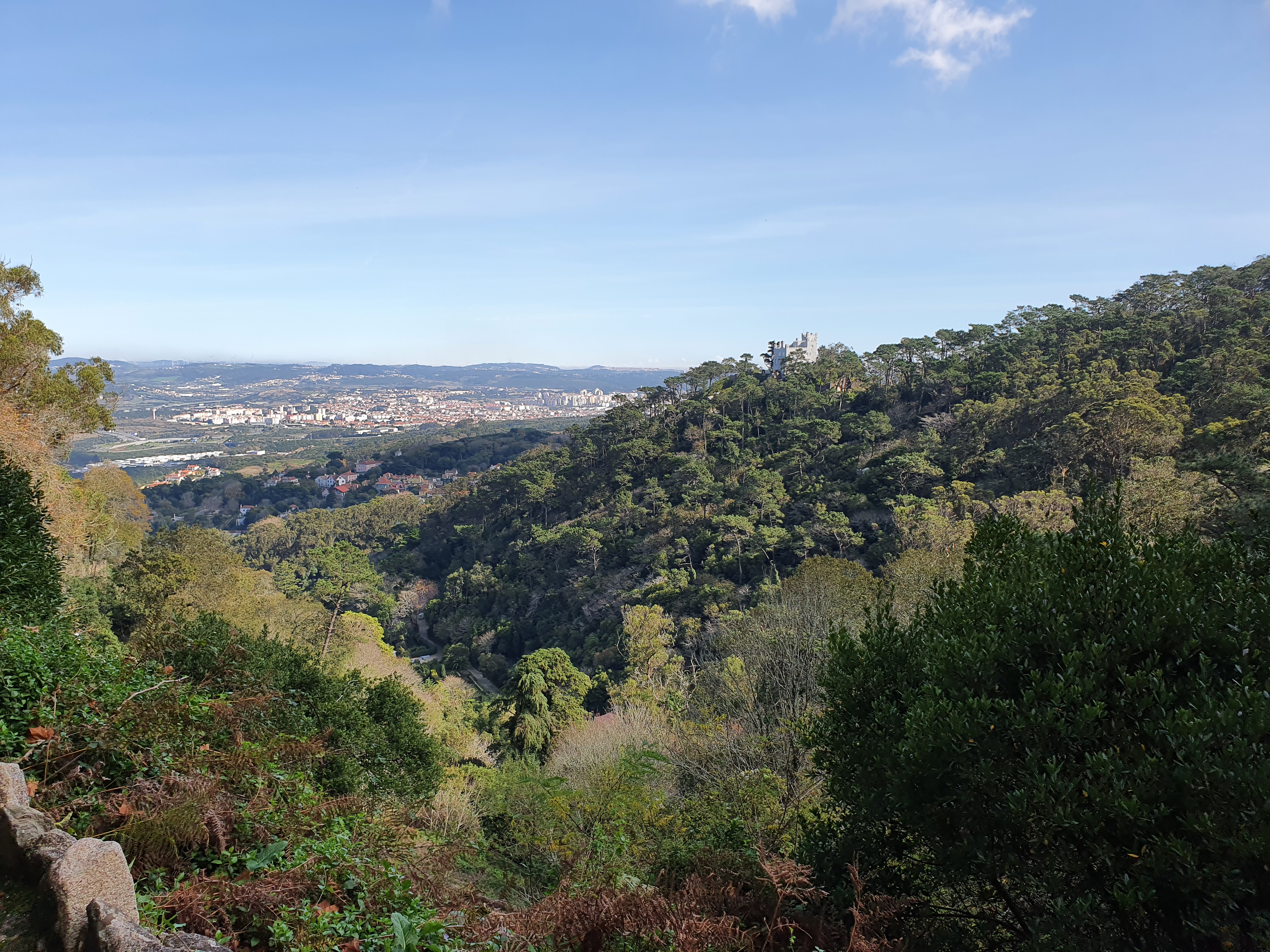
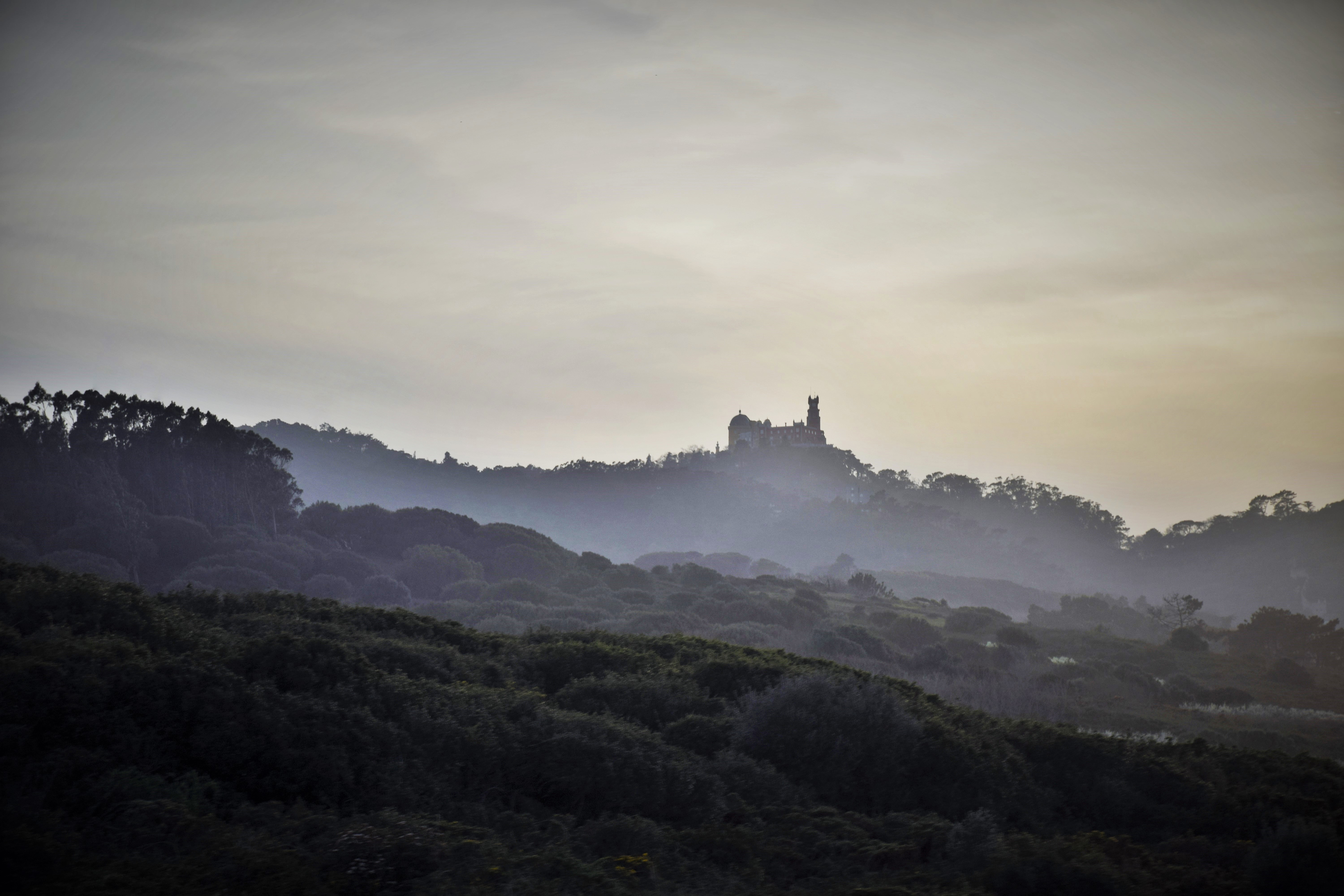
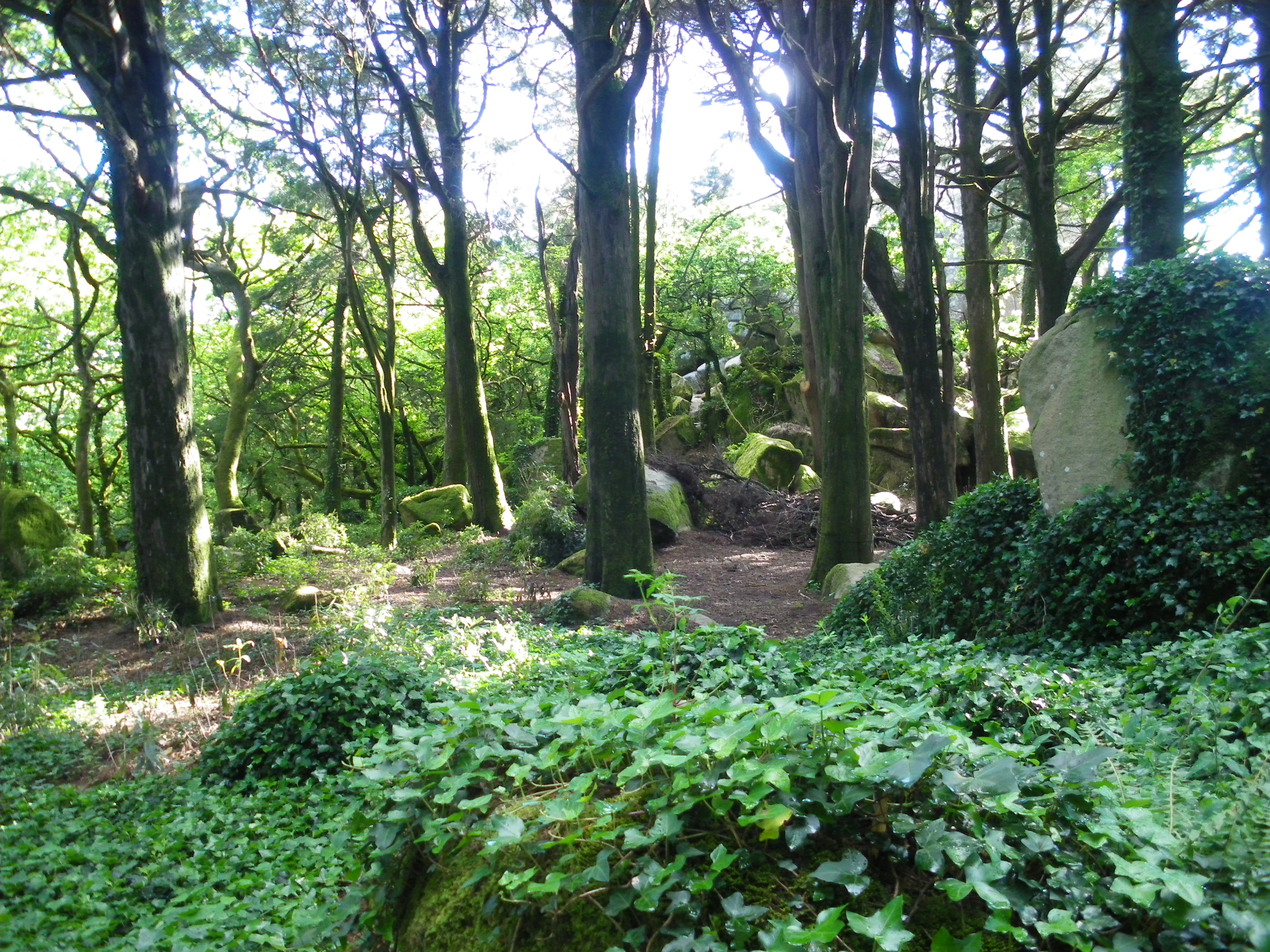
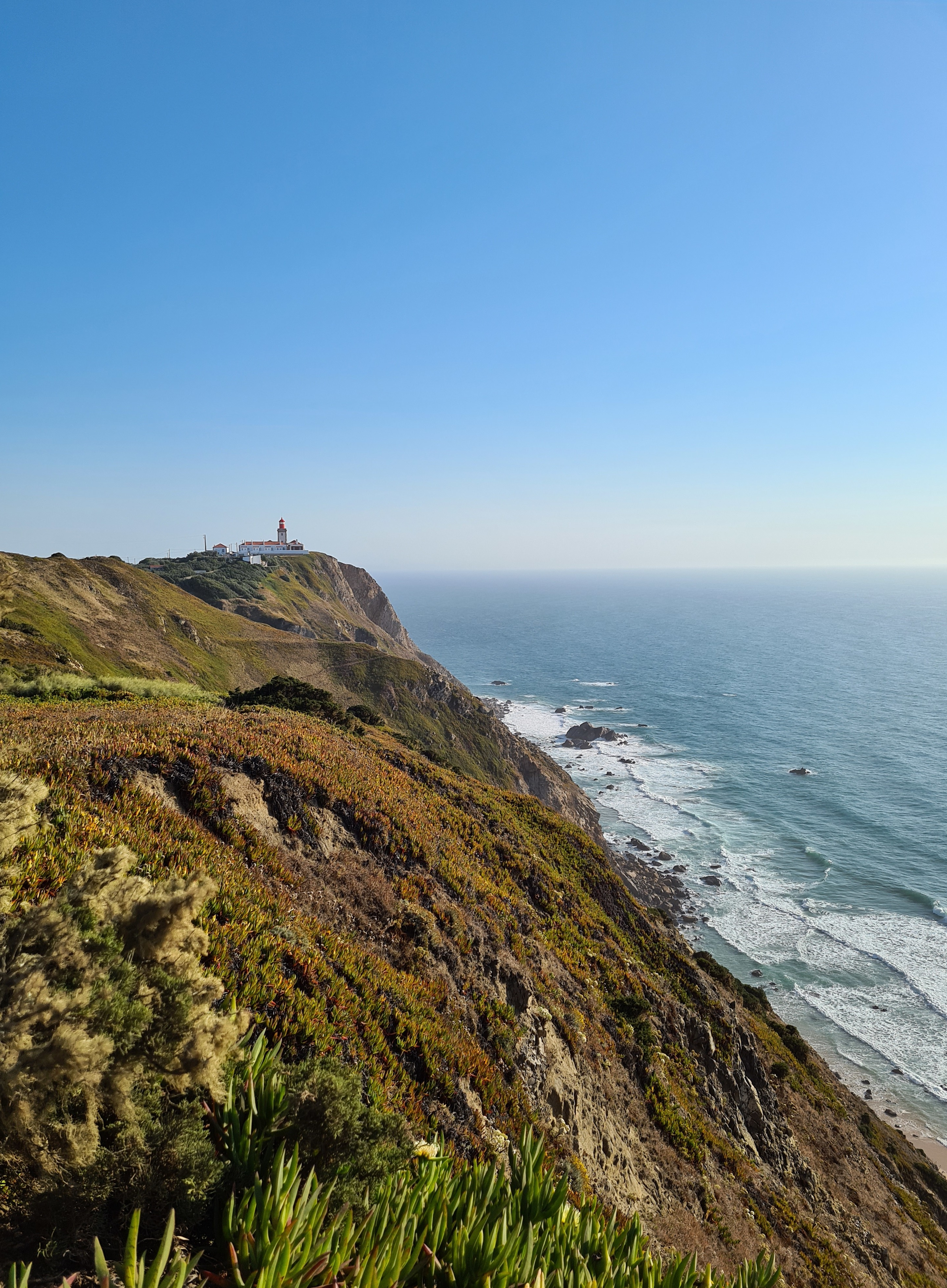